# Свеколкин, Владимир Валентинович
Владимир Валентинович Свеколкин (20 июня 1937 года, хутор Косов Белокалитвинского района Ростовской области — 4 апреля 2008 года, Ессентуки, Ставропольский край) — советский партийный, государственный деятель, первый секретарь Магаданского обкома КПСС (1989—1991).

## Биография
Работал в геологоразведочной экспедиции Иультинского района.
Член КПСС с 1965 года. Окончил Новочеркасский геологоразведочный техникум, Ростовский государственный университет (заочно), ЗВПШ при ЦК КПСС.
С 1971 г. на партийной работе, был первым секретарем Беринговского, Чаунского райкомов КПСС, заведующим отделами,
с 1987 г. — вторым секретарем Магаданского обкома КПСС.
В декабре 1989 г. избран первым секретарем Магаданского обкома КПСС.
Член Центральной контрольной комиссии КПСС (1990—1991).